# 伊沢利光
伊澤 利光（いざわ としみつ、1968年3月2日 - ）は、神奈川県鎌倉市出身のプロゴルファー。日本体育大学荏原高等学校、日本体育大学体育学部体育学科3年次中退。

## プロフィール
身長169cm。2005年までの登録名は「伊沢利光」だったが、翌年から「伊澤利光」に変更。現在は妻の実家がある福岡県内に在住している。

## 略歴
ゴルフインストラクターである父親の手ほどきを受けて、8歳からゴルフを始める。日体荏原高校卒業後は日本体育大学に進学するが、日本学生ゴルフ選手権競技大会優勝を機に3年で中退し、1989年にプロテストに合格。直後にアメリカへ渡り、PGAツアーの下位ツアーである「ナイキ・ツアー」（当時）に4年間挑戦後1993年に日本へ帰国、尾崎将司に師事し始める。1995年日本におけるメジャー大会のひとつ「日本オープン選手権」で初日からの首位を4日間明け渡さずにツアー初優勝を果たした。
2001年4月、マスターズ・トーナメントで4日間で10アンダーパーの278ストロークで日本人史上最高の4位入賞を果たす。同年は国内においても5勝を挙げ、師匠である尾崎の1994年獲得賞金総額を上回る日本ツアー史上最高額（217,934,583円）で初の賞金王となった。
2002年は国内で未勝利に終わるなど成績低迷したが、12月メキシコで開催された世界ゴルフ選手権の一試合「EMCワールドカップ」で丸山茂樹とのコンビで日本に45年ぶりの“世界一”の名誉をもたらす活躍をみせる。また、2003年には年間2勝を挙げ2年ぶり2度目の賞金王を獲得し完全復活を遂げたものと思われた。
しかし、翌2004年は未勝利で賞金ランキング26位。2005年は『アンダーアーマーKBCオーガスタ』で2年ぶりのツアー通算15勝目を挙げるが、賞金ランキング11位に終わる。2006年は体調不良やスイング改造の成果が出ないなどの原因で、思った成績を残せず賞金ランキング78位と低迷し、賞金によるシード権を失う など好不調の激しい戦績の選手ではある。
2007年には長年親しんだブリヂストンスポーツとの契約を解消し、心機一転、5月沖縄県で開催された第75回日本プロゴルフ選手権で一勝し賞金ランキングは13位。国内のプロゴルファーの多くが賞賛する美しいスイングや海外での実績もあり、完全復活を心待ちにするファンは少なくない。

## 優勝歴

### 日本ツアー (16)
| 勝数         |
| メジャー (4) |
| ツアー (12)  |

| No. | 日時           | 大会                                                 | 優勝スコア            | 打差       | 2位                             |
| --- | -------------- | ---------------------------------------------------- | --------------------- | ---------- | ------------------------------- |
| 1   | 1995年10月1日  | 日本オープンゴルフ選手権競技                         | -7 (67-70-70-70=277)  | 1打差      | 細川和彦                        |
| 2   | 1998年10月11日 | 東海クラシック                                       | -11 (73-66-70-68=277) | 3打差      | 湯原信光                        |
| 3   | 1999年7月25日  | アイフルカップ                                       | -14 (67-72-68-67=274) | 1打差      | 谷口徹                          |
| 4   | 1999年8月1日   | NST新潟オープンゴルフトーナメント                    | -19 (64-67-68-70=269) | 6打差      | 細川和彦                        |
| 5   | 2000年7月2日   | JGTO TPC イーヤマカップ                              | -13 (63-70-70=203)    | 3打差      | 横尾要                          |
| 6   | 2000年8月27日  | 久光製薬ＫＢＣオーガスタ                             | -18 (67-65-71-67=270) | 4打差      | 杉本周作                        |
| 7   | 2000年11月12日 | 住友VISA太平洋マスターズ                             | -14 (68-69-66-71=274) | 1打差      | 深堀圭一郎                      |
| 8   | 2001年5月27日  | ダイヤモンドカップトーナメント                       | -11 (77-68-64-68=277) | プレーオフ | 藤田寛之／ 五十嵐雄二           |
| 9   | 2001年9月23日  | 三井住友VISA太平洋マスターズ                         | -18 (66-67-68-69=270) | 2打差      | 野仲茂／ 宮里優作               |
| 10  | 2001年10月7日  | ジョージア東海クラシック                             | -16 (65-68-70-69=272) | 2打差      | 近藤智弘                        |
| 11  | 2001年10月21日 | ブリヂストンオープンゴルフトーナメント               | -14 (71-67-67-69=274) | 1打差      | 尾崎将司                        |
| 12  | 2001年10月28日 | フィリップモリスチャンピオンシップゴルフトーナメント | -16 (67-67-66-72=272) | 1打差      | 谷口徹／ 田中秀道               |
| 13  | 2003年7月6日   | 日本ゴルフツアー選手権宍戸ヒルズカップ               | -14 (70-63-68-69=270) | 1打差      | 高山忠洋／ デビッド・スメイル   |
| 14  | 2003年7月13日  | ウッドワンオープン広島ゴルフトーナメント             | -13 (66-68-69-72=275) | プレーオフ | 室田淳                          |
| 15  | 2005年8月28日  | アンダーアーマーKBCオーガスタ                        | -20 (67-65-67-65=264) | 5打差      | 小田龍一／ プラヤド・マークセン |
| 16  | 2007年5月13日  | 日本プロゴルフ選手権大会                             | -5 (68-70-72-73=284)  | 1打差      | 広田悟                          |

#### プレーオフ記録 (2-1)
| No. | 年     | 大会                                     | 対戦相手              | 内容                                                                                      |
| --- | ------ | ---------------------------------------- | --------------------- | ----------------------------------------------------------------------------------------- |
| 1   | 1998年 | カシオワールドオープン                   | ブライアン・ワッツ    | プレーオフ2ホール目で、伊沢がパー。ワッツはバーディー。ワッツの優勝。                     |
| 2   | 2001年 | ダイヤモンドカップトーナメント           | 藤田寛之／ 五十嵐雄二 | プレーオフ1ホール目に藤田、五十嵐のボキー以上が確定、伊沢がパーパットを決め、伊沢の優勝。 |
| 3   | 2003年 | ウッドワンオープン広島ゴルフトーナメント | 室田淳                | プレーオフ2ホール目に伊沢がパー、室田が3オン後のパーパットを外し、伊沢の優勝。            |